# یواس‌اس جفرز (دی‌دی-۶۲۱)
یواس‌اس جفرز (دی‌دی-۶۲۱) (به انگلیسی: USS Jeffers (DD-621)) یک کشتی بود که طول آن ۳۴۸ فوت ۳ اینچ (۱۰۶٫۱۵ متر) بود. این کشتی در سال ۱۹۴۲ ساخته شد.